# Spansk omelett

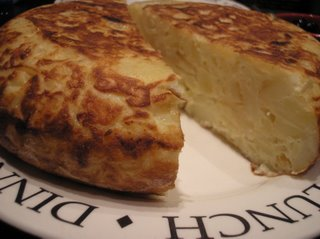
Spansk omelett.

Spansk omelett eller tortilla är en traditionell spansk maträtt och utgör en viktig del av det spanska köket. Det är en omelett ofta gjord på ägg och potatis. Den serveras ofta i rumstemperatur som tapas. Den är allmänt känd i de spansktalande länderna som tortilla de patatas, tortilla de papas, eller som tortilla española. Det är en av de mest kända och emblematiska rätterna i det spanska köket, en mycket populär rätt som man kan återfinna i nästan varje bar eller restaurang i Spanien.

## Ingredienser
Utgående från basreceptet finns det många varianter, både hur man tillagar tortillan och vilka ingredienser som ingår. Den vanligaste tillsatsen är lök, men här finns även ofta potatis, musslor, räkor eller skinka. Rätten, som kan serveras fylld eller ofylld, är ofta starkt kryddad.

## Tillagning och servering
Det vanligaste sättet att tillaga en spansk omelett är följande:
Potatisen skärs i små bitar och värms upp i en stekpanna med mycket olja och med svag värme. Potatisen ska bli mjuk men inte brynas. Potatisen tas upp och oljan får rinna av. Potatisen blandas sedan med vispade ägg och blandningen läggs åter i stekpannan och värms på svag värme. När äggen stelnat på ena sidan vänds omeletten.
Omeletten kan ätas varm eller kall. Vanligtvis serveras den i skurna bitar, pincho de tortilla, som tapas, eller kilformade.

## Betydelse
Rätten är känd på europeisk spanska som tortilla. Detta är en helt annan rätt än det latinamerikanska tunna brödet eller pannkakan av majsmjöl, även det känt som tortilla.